# Administración Nacional de Correos
La Administración Nacional de Correos es el correo oficial de la República Oriental del Uruguay. La misma, opera en el país y en el exterior bajo la denominación comercial de  Correo Uruguayo.   

## Historia

Casa Matriz de la Administración General de Correos, Telégrafos y Teléfonos

Según documentos históricos, la fundación del mismo se remonta hacia el 21 de diciembre de 1827, su primer administrador fue Luis de la Robla
En 1830 debido al crecimiento del servicio postal, se definiría una nueva y amplia sede para el correo estatal. Aunque, al poco tiempo, y debido a los acontecimientos políticos y económicos del país, se decidió trasladar el servicio de correos hacia el Fuerte de Gobierno, entonces sede del Poder Ejecutivo. 
En 1852 se establecerán las primeras diligencias del país, y en 1856 se emitiría el primer sello de correos del país, dedicado a "La Diligencia". Ya que estos eran utilizados para franquear la correspondencia que era transportada por ese medio de transporte.
En 1877 mediante Decreto del Gobierno se denomina al Correo como Dirección y Administración General de Correos.
En 1880, el Correo Nacional decide su incorporación a la Union Internacional de Instituciones Postales, y en 1911 decide participar de la fundación y puesta en marcha de la Unión Postal de las Américas, España y Portugal.
En 1912 el Estado comienza a hacerse cargo de la telefonía y de los telégrafos, los cuales pasan conformar conformar la Administración General de Correos por lo que su denominación es modificada, pasando a denominarse como Administración General de Correos, Telégrafos y Teléfonos. Quien tendría el monopolio de las comunicaciones en el país. En el año 1931 los teléfonos y telégrafos dejan de estar bajo su órbita, y en 1933 el organismo se convierte en una dirección, primero bajo la tutela del Ministerio de Industrias y posteriormente, del Ministerio de Educación y Cultura.

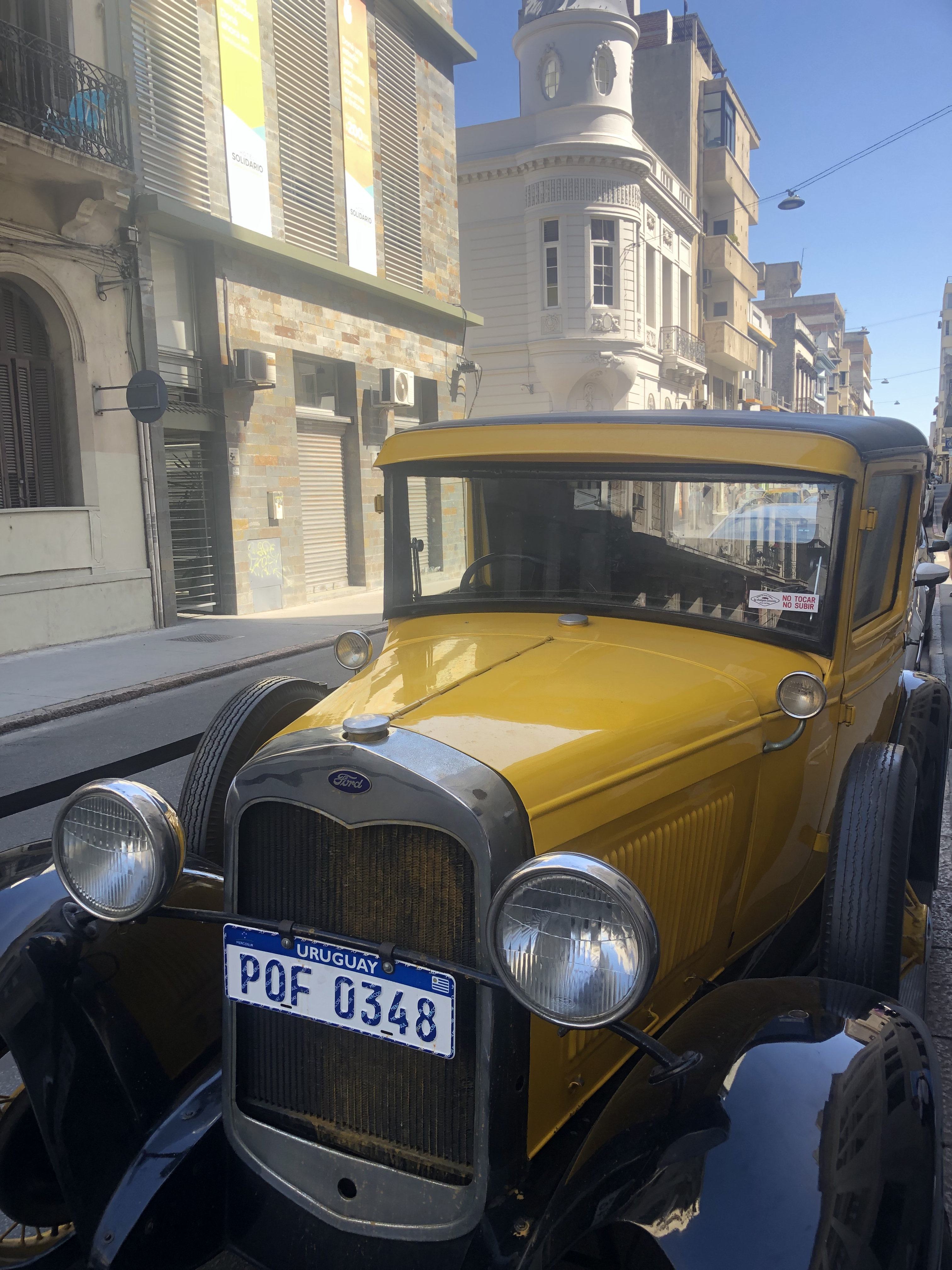
Automóvil preservado del Correo Nacional

En los años noventa, la entonces Dirección General de Correos, deja de considerarse como tal y vuelve a convertirse en un ente descentralizado, denominándose como Administración Nacional de Correos. Este hecho ampliaría las potestades de tal administración, como los servicios a prestar, convirtiéndose en una plataforma multimodal de servicios.

## Palacio
El Palacio de Correos de Montevideo, es desde 1925 la Casa Matriz del Correo Nacional, la misma se encuentra ubicada en la Ciudad Vieja de Montevideo.  

## Actualidad
En enero de 2016 se determinó por la Dirección Nacional de Aduanas que las encomiendas postales de entrega expresa provenientes del exterior cuyo valor de factura o declaración de valor no supere los 200 dólares quedarán exentas del pago de tributos; si superó los 200 dólares deberá abonar impuestos. Siendo de tres la cantidad anual de veces que una persona puede hacer uso de estos envíos sin pagar impuestos. Los envíos no expresos y EMS (servicio expreso del Correo Uruguayo) deben ser declarados por los usuarios a través del formulario que se ha implementado en la página web del Correo Uruguayo.
Está presente en los diecinueve departamentos del país, mediante la red Nacional Postal, considerada la mayor red física de Uruguay, encargada de garantizar la prestación del Servicio Postal Universal.